# Valter Kolmodin
Valter Kolmodin (* 27. Mai 1910 in Linköping; † 4. November 1952 in Kopparberg) war ein schwedischer Tischtennis-Nationalspieler. Seine größten Erfolge erzielte er in den 1920er und 1930er Jahren. Er nahm an fünf Weltmeisterschaften teil.

## Werdegang
Bei nationalen schwedischen Meisterschaften holte Valter Kolmodin insgesamt vier Titel, nämlich 1931 im Einzel und im Doppel mit Gustaf Johnsson sowie 1931 und 1932 im Mannschaftswettbewerb mit BK Derby Linköping. 1928 und 1943 wurde er im Einzel Zweiter. International war er bei den Weltmeisterschaften 1928, 1929, 1930 und 1931 vertreten. Am erfolgreichsten war er dabei 1930 in Berlin, als der mit der schwedischen Mannschaft Silber gewann und im Doppel mit Hille Nilsson geteilter Dritter wurde.
1929 spielte er bei den Internationalen Deutschen Meisterschaften in Berlin. Hier siegte er im Mixed mit der Deutschen Ingeborg Carnatz, im Einzel wurde er Dritter.

## Turnierergebnisse
| Verband | Veranstaltung     | Jahr | Ort       | Land | Einzel    | Doppel        | Mixed         | Team   |
| ------- | ----------------- | ---- | --------- | ---- | --------- | ------------- | ------------- | ------ |
| SWE     | Weltmeisterschaft | 1931 | Budapest  | HUN  | letzte 32 | Qual.         | –             | 4      |
| SWE     | Weltmeisterschaft | 1930 | Berlin    | FRG  | letzte 32 | Halbfinale    | Viertelfinale | Silber |
| SWE     | Weltmeisterschaft | 1929 | Budapest  | HUN  | letzte 32 | Viertelfinale | –             |        |
| SWE     | Weltmeisterschaft | 1928 | Stockholm | SWE  | letzte 16 | letzte 16     | –             | 5      |